# Шипулин, Герман Александрович
 Шипулин Герман Александрович  (род. 10 июня 1966) — советский и российский учёный-эпидемиолог и инфекционист, один из создателей отечественной методологии использования молекулярной диагностики для выявления инфекционных агентов и определения их биологической активности. Заместитель генерального директора по научно-производственной деятельности  ФГБУ «ЦСП» ФМБА России.

## Биография
Родился 10 июня 1966 года в  Ростове-на-Дону.
Закончил медико-биологический факультет 2-й Московский ордена Ленина государственный медицинский университет им. Н.И. Пирогова по специальности «Биохимия».
С 1992 г. по 2018 г. работал в ФБУН ЦНИИ эпидемиологии Роспотребнадзора, где  возглавлял крупнейшее подразделение института – отдел молекулярной диагностики и эпидемиологии.
В 2008 г. получил степень  к.м.н. по специальности «Эпидемиология» в ФБУН ЦНИИ эпидемиологии Роспотребнадзора.
С 2009 г. в рамках ФЦП «Национальная система химической и биологической безопасности Российской Федерации» отдел молекулярной диагностики и эпидемиологии под руководством Шипулина Г.А. разработал десятки наборов реагентов и тест-систем для молекулярной диагностики опасных инфекционных заболеваний, в том числе таких социально значимых инфекционных заболеваний, как ВИЧ  и парентеральные гепатиты.
С 2018 г. по настоящее время работает в ФГБУ «ЦСП» ФМБА России в должности заместителя генерального директора по научно-производственной деятельности, а также возглавляет Центр постгеномных технологий, https://www.cspfmba.ru/about/management/ Архивная копия от 17 мая 2021 на Wayback Machine
При участии Г.А. Шипулина были разработаны технологии производства ферментов для молекулярной диагностики, олигонуклеотидного синтеза, оригинальные рецептуры основных компонентов ПЦР тест-систем, и было создано крупнейшее в стране инновационное импортозамещающее высокотехнологичное производство Архивная копия от 29 июня 2018 на Wayback Machine. Налажен выпуск уникальных высокочувствительных ПЦР-тест-систем для качественного и количественного выявления и генотипирования возбудителей инфекционных и паразитарных заболеваний.
Г.А.  Шипулин — один из основных разработчиков первого отечественного нормативного документа (методические рекомендации) по проведению работ в диагностических лабораториях, использующих метод ПЦР Архивная копия от 29 июня 2018 на Wayback Machine.
На базе ФБУН ЦНИИ эпидемиологии Роспотребнадзора Г.А. Шипулин создал и возглавил Центр молекулярной диагностики инфекционных болезней (CMD Архивная копия от 4 октября 2018 на Wayback Machine).
Член редакционной коллегии журнала «Вопросы вирусологии».
Зарегистрирован в Федеральном реестре экспертов научно-технической сферы в качестве эксперта
Член КАМЛД (Казахская ассоциация медицинской лабораторной диагностики), вступил в 2011 году
Член ассоциации специалистов и организаций лабораторной службы «Федерация лабораторной медицины».
Член НТС «Трансляционная медицина» ТП «Медицина будущего»
Эксперт  экспертной группы научно-координационного совета ФЦП "Исследования и разработки по приоритетным направлениям развития научно-технологического комплекса России на 2014-2020 годы" по приоритетному направлению "Науки о жизни".
Член  AAAS (The American Association for the Advancement of Science)
Эксперт фонда «Сколково» по направлению «Медицинские технологии в области разработки оборудования, лекарственных средств».
Член Ассоциации российских  производителей средств клинической лабораторной диагностики
Женат, дочь 2005г. рождения, сын 2002 г. рождения и сын 2010г. рождения.

## Научные публикации
Автор более 800 научных публикаций, держатель 27 патентов.